# Charlie Watt
Ne doit pas être confondu avec Charlie Watts.
Charlie Watt, né le 29 juin 1944 à Kuujjuaq, est un homme d'affaires et homme politique inuit québécois. 

## Biographie
Né le 29 juin 1944 à Kuujjuaq, Charlie Watt fonde en 1972 la Société des Inuits du Nord québécois. Il signe en 1975, au nom des Inuit, la Convention de la Baie-James et du Nord québécois. 
Il est nommé sénateur, représentant le Parti libéral du Canada, en janvier 1984. Il y reste pendant 34 ans jusqu'en mars 2018. 
Il est le frère de la militante et autrice Sheila Watt-Cloutier. 

## Distinctions
- 1994 : officier de l'Ordre national du Québec[4]